# Liste der Wappen im Landkreis Greiz
Diese Liste beinhaltet in alphabetischer Reihenfolge alle in die Wikipedia eingebundenen Wappen des Landkreises Greiz in Thüringen.

Wappen des Landkreises Greiz
Der Landkreis Greiz in Thüringen
Der Landkreis Greiz in Deutschland

## Wappen der Städte und Gemeinden
Folgende Gemeinden führen kein Wappen:
| - Bocka - Hirschfeld - Hundhaupten - Lindenkreuz | - Mohlsdorf-Teichwolframsdorf - Saara - Schwaara - Schwarzbach |

- Stadt bzw. Landgemeinde
Auma-Weidatal
- Stadt
Bad Köstritz[1]
- Stadt
Berga-Wünschendorf
- Gemeinde
Bethenhausen[2]
- Gemeinde
Brahmenau[3]
- Gemeinde
Braunichswalde
- Gemeinde
Caaschwitz
- Gemeinde
Crimla
- Gemeinde
Endschütz
- Gemeinde
Gauern
- Kreisstadt
Greiz[4]
- Gemeinde
Großenstein[5]
- Gemeinde
Harth-Pöllnitz
- Gemeinde
Hilbersdorf
- Stadt
Hohenleuben
- Gemeinde
Kauern
- Gemeinde
Korbußen[6]
- Gemeinde
Kraftsdorf
- Gemeinde
Langenwetzendorf
- Gemeinde
Langenwolschendorf[7]
- Gemeinde
Lederhose[8]
- Gemeinde
Linda b. Weida
- Stadt
Münchenbernsdorf[9]
- Gemeinde
Paitzdorf
- Gemeinde
Pölzig
- Gemeinde
Reichstädt[10]
- Stadt
Ronneburg[11]
- Gemeinde
Rückersdorf
- Gemeinde
Seelingstädt
- Gemeinde
Teichwitz
- Stadt
Weida[12]
- Gemeinde
Weißendorf
- Gemeinde
Zedlitz[13]
- Stadt
Zeulenroda-Triebes

## Wappen der Ortsteile

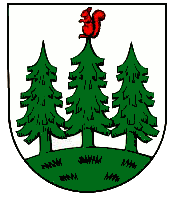
Stadt Auma-Weidatal Ortsteil Auma
- Stadt Berga-Wünschendorf
Ortsteil Berga/Elster[14]

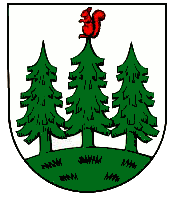
Stadt Auma-Weidatal Ortsteil Braunsdorf
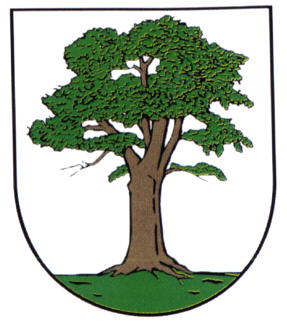
Stadt Berga-Wünschendorf Ortsteil Berga/Elster
Stadt Auma-Weidatal Ortsteil Göhren-Döhlen
Stadt Auma-Weidatal Ortsteil Göhren-Döhlen
Gemeinde Langenwetzendorf Ortsteil Hain
Stadt Bad Köstritz Ortsteil Hartmannsdorf
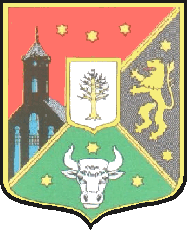
Stadt Weida Ortsteil Hohenölsen
Gemeinde Langenwetzendorf Ortsteil Kühdorf
Gemeinde Langenwetzendorf Ortsteil Lunzig
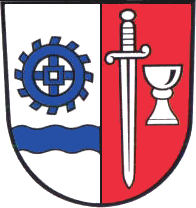
Stadt Zeulenroda-Triebes Ortsteil Merkendorf
Gemeinde Langenwetzendorf Ortsteil Neugernsdorf
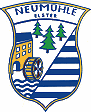
Stadt Greiz Ortsteil Neumühle/Elster
Stadt Weida Ortsteil Schömberg
Stadt Zeulenroda-Triebes Ortsteil Silberfeld
Stadt Auma-Weidatal Ortsteil Staitz
Stadt Weida Ortsteil Steinsdorf
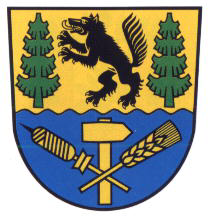
Landgemeinde Mohlsdorf-Teichwolframsdorf Ortsteil Teichwolframsdorf
Stadt Zeulenroda-Triebes Ortsteil Triebes
Stadt Auma-Weidatal Ortsteil Wiebelsdorf
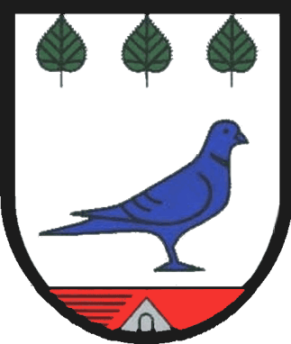
Gemeinde Langenwetzendorf Ortsteil Wildetaube
Stadt Berga-Wünschendorf Ortsteil Wünschendorf/Elster
Stadt Zeulenroda-Triebes Ortsteil Zadelsdorf
Stadt Bad Köstritz
Ortsteil Hartmannsdorf
- Stadt Weida
Ortsteil Hohenölsen
- Gemeinde Langenwetzendorf
Ortsteil Kühdorf
- Gemeinde Langenwetzendorf
Ortsteil Lunzig
- Stadt Zeulenroda-Triebes
Ortsteil Merkendorf
- Gemeinde Langenwetzendorf
Ortsteil Neugernsdorf
- Stadt Greiz
Ortsteil Neumühle/Elster
- Stadt Weida
Ortsteil Schömberg
- Stadt Zeulenroda-Triebes
Ortsteil Silberfeld
- Stadt Auma-Weidatal
Ortsteil Staitz
- Stadt Weida
Ortsteil Steinsdorf
- Landgemeinde Mohlsdorf-Teichwolframsdorf
Ortsteil Teichwolframsdorf
- Stadt Zeulenroda-Triebes
Ortsteil Triebes[15]
- Stadt Auma-Weidatal
Ortsteil Wiebelsdorf
- Gemeinde Langenwetzendorf
Ortsteil Wildetaube
Stadt Berga-Wünschendorf Ortsteil Wünschendorf/Elster
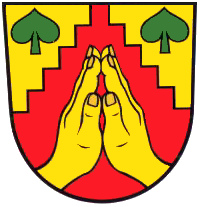
Gemeinde Bethenhausen
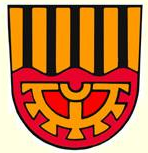
Gemeinde Brahmenau
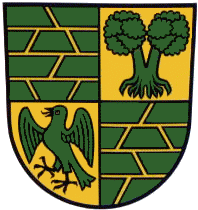
Gemeinde Braunichswalde
Gemeinde Caaschwitz
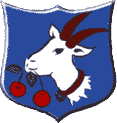
Gemeinde Crimla
Gemeinde Endschütz
Gemeinde Gauern
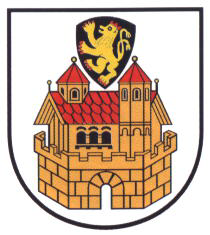
Kreisstadt Greiz
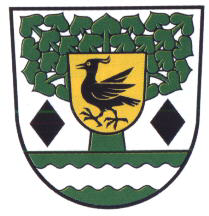
Gemeinde Großenstein
Gemeinde Harth-Pöllnitz
Gemeinde Hilbersdorf
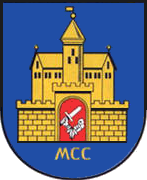
Stadt Zeulenroda-Triebes
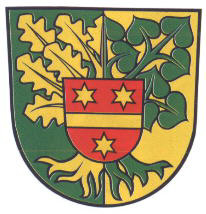
Gemeinde Kauern
Gemeinde Korbußen
Gemeinde Kraftsdorf
Gemeinde Langenwetzendorf
Gemeinde Langenwolschendorf
Gemeinde Lederhose
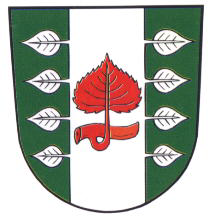
Gemeinde Linda b. Weida
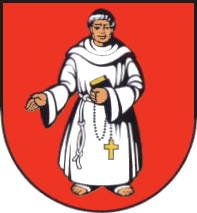
Stadt Münchenbernsdorf
Gemeinde Paitzdorf
Gemeinde Pölzig
Gemeinde Reichstädt
Stadt Ronneburg
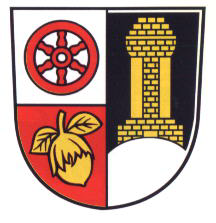
Gemeinde Rückersdorf
Gemeinde Seelingstädt
Gemeinde Teichwitz
Stadt Weida
Gemeinde Weißendorf
Gemeinde Zedlitz
Stadt Zeulenroda-Triebes
Ortsteil Zadelsdorf

## Ehemalige Gemeinden mit eigenem Wappen

Gemeinde Vogtländisches Oberland

- Gemeinde
Vogtländisches Oberland

## Blasonierungen
1. ↑  Bad Köstritz: „In Gold ein linksgewendeter widersehender doppelschwänziger rotbewehrter silberner Löwe mit schwarzer Mähne und Haupt, in der rechten Pranke ein goldenes Schwert mit schwarzer Parierstange, die linke auf einem schwebenden Schild ruhend, darin in Blau zwei treue Hände in natürlichen Farben.“ (Stadthomepage)
2. ↑  Bethenhausen: „In Gold eine gezinnte rote Spitze, die mit zwei betenden goldenen Händen belegt ist und von je einem grünen Lindenblatt beseitet wird.“ (Hauptsatzung § 2 Abs.1 (Memento des Originals vom 27. September 2007 im Internet Archive)  Info: Der Archivlink wurde automatisch eingesetzt und noch nicht geprüft. Bitte prüfe Original- und Archivlink gemäß Anleitung und entferne dann diesen Hinweis.)
3. ↑  Brahmenau: „Wellenförmig geteilt von Gold über Rot; oben fünf schwarze Stäbe und unten ein schwebendes halbes goldenes Mühlrad.“ (Hauptsatzung § 2 Abs.1 (Memento des Originals vom 27. September 2007 im Internet Archive)  Info: Der Archivlink wurde automatisch eingesetzt und noch nicht geprüft. Bitte prüfe Original- und Archivlink gemäß Anleitung und entferne dann diesen Hinweis.)
4. ↑  Greiz: „In Silber ein von einer eintorigen Zinnenmauer in braunem Ziegelstein umgebenes Gebäude mit einem davorstehenden Turm links und einem aufgesetzten Turm rechts, braunem Mauerwerk, roten Dächern und goldenen Turm- und Dachspitzen; zwischen den Türmen schwebt ein schwarzes Schild, darin ein nach rechts steigender goldener Löwe mit roter Krone, Krallen und gespaltenem Schwanz (reußischer Löwe).“
5. ↑  Großenstein: „Auf silbernen Grund ein grüner Lindenbaum, der mit einem goldenen Schild, darin ein schwarzer linksschreitender Kiebitz, belegt ist, beseitet von zwei schwarzen Rauten; im grünen Schildfuß ein silberner Wellenbalken.“ (Hauptsatzung § 2 Abs.1 (Memento des Originals vom 27. September 2007 im Internet Archive)  Info: Der Archivlink wurde automatisch eingesetzt und noch nicht geprüft. Bitte prüfe Original- und Archivlink gemäß Anleitung und entferne dann diesen Hinweis.)
6. ↑  Korbußen: „Von Rot über Silber geteiltem Schräglinksbalken; darüber in Silber eine schwarze ausgerissene Weide mit grünen Blättern; darunter in Grün ein goldener Handkorb.“
7. ↑  Langenwolschendorf: „In Grün unter einem goldenen Spitzzinnenschildhaupt, darin ein schreitender rot bewehrter schwarzer Wolf, eine bewurzelte goldene Linde.“
8. ↑  Lederhose: „In Gold eine grüne Hose mit Trägern und Brustlatz (Lederhose).“
9. ↑  Münchenbernsdorf: „In Rot einen Mönch in silbernem Gewand mit einem goldenen Kreuz am Gürtel, in der linken Hand ein Buch haltend.“ (Hauptsatzung § 2 Abs.1 (Memento des Originals vom 27. September 2007 im Internet Archive)  Info: Der Archivlink wurde automatisch eingesetzt und noch nicht geprüft. Bitte prüfe Original- und Archivlink gemäß Anleitung und entferne dann diesen Hinweis.)
10. ↑  Reichstädt: „In Silber eine stilisierte rote Linde, im Schildfuß einen nach unten gebogenen blauen Balken.“
11. ↑  Ronneburg: „Gespalten von Schwarz über Silber, oben ein wachsender goldener, rot bewehrter Löwe, unten ein Gezähe überhöht von einem schwarzen Weberschiffchen.“ (Hauptsatzung § 2 Abs.1 (Memento des Originals vom 28. September 2007 im Internet Archive)  Info: Der Archivlink wurde automatisch eingesetzt und noch nicht geprüft. Bitte prüfe Original- und Archivlink gemäß Anleitung und entferne dann diesen Hinweis.)
12. ↑  Weida: „In Gold ein grüner Weidenbaum, der zwischen zwei roten blaubedachten Türmen über einer roten Stadtmauer mit Pforte in der Mitte hervorwächst.“ (Hauptsatzung § 2 Abs.2 (Memento des Originals vom 10. Oktober 2007 im Internet Archive)  Info: Der Archivlink wurde automatisch eingesetzt und noch nicht geprüft. Bitte prüfe Original- und Archivlink gemäß Anleitung und entferne dann diesen Hinweis.)
13. ↑  Zedlitz: „In Silber sich gegenüber stehend und bewehrt einen roten Fuchs mit goldenen Krallen und einen redenden schwarzen Wolf mit roten Krallen. Neben einer gestürzt eingebogenen Spitze sind im roten Schildfuß links und rechts je eine goldene Ähre angeordnet.“
14. ↑  Berga/Elster: „in Silber auf grünem Boden ein natürlicher Eichbaum.“
15. ↑  Triebes: „In Gold eine schwarze Löwenpranke mit roten Krallen, die ein nach rechts verschobenes rotes Passionskreuz aus vier in der Mitte geflochtenen Juteschnüren hält.“